# Thanh Thủy, Thanh Chương
Thanh Thủy là một xã thuộc huyện Thanh Chương, tỉnh Nghệ An, Việt Nam.
Xã Thanh Thủy có diện tích 118,68 km², dân số năm 1999 là 4410 người, mật độ dân số đạt 37 người/km².